# Гаухман, Инна Исааковна
Инна Исааковна Гаухман (1914—1997) — российский музыкальный педагог.
Окончила Московскую консерваторию (1937) по классу скрипки у Льва Цейтлина, в том же году начала преподавать в детской музыкальной школе при консерватории и проработала в ней до самой смерти (с перерывом на эвакуацию во время Великой Отечественной войны, когда Гаухман работала в Свердловске санитаркой, затем кладовщицей).
В 1954—1973 гг. также ассистент Юрия Янкелевича в музыкальном училище при Московской консерватории. Наиболее известна как первый московский педагог Виктора Третьякова.
Похоронена на Новодевичьем кладбище.